# Fem sange af Vilhelm Krag
Fem sange af Vilhelm Krag is een compositie van Eyvind Alnæs. Het betreft een liederenbundel met toonzettingten van Alnæs bij teksten van Vilhelm Krag.
De vijf liederen zijn:
1. Moderen synger
2. Minde
3. Jeg laa ved sjøen
4. Liden Kirsten
5. Udover